# Alpaida simla
Alpaida simla är en spindelart som beskrevs av Levi 1988. Alpaida simla ingår i släktet Alpaida och familjen hjulspindlar. Inga underarter finns listade i Catalogue of Life.